# Dittico Bentivoglio
Il dittico Bentivoglio (Doppio ritratto di Giovanni II Bentivoglio e Ginevra Sforza) è un doppio dipinto tempera su tavola (54×38 cm ciascuna tavola) di Ercole de' Roberti, databile al 1475 circa e conservato nella National Gallery of Art di Washington.

## Storia
Il dittico testimonia i prestigiosi incarichi che il pittore ferrarese ottenne a Bologna, dove visse dal 1470 per circa un decennio. Giovanni II Bentivoglio era maritato a Ginevra Sforza, sorella di Battista Sforza che era stata sposata con Federico da Montefeltro, e non si può escludere che la commissione partì dalla volontà di emulare il doppio ritratto dei Duchi d'Urbino (1462-1472 circa) di Piero della Francesca.
I dipinti vennero acquistati in Italia da Louis Charles Timbal prima del 1871, per venire poi portati in Francia ed acquistati sul mercato antiquario parigino da Gustave Dreyfus. Nel 1930 vennero venduti dai suoi eredi alla Duveen Brothers Inc. e in seguito furono acquistati nel 1936 dalla Samuel H. Kress Foundation, che nel 1939 ne fece dono alla galleria.

## Descrizione e stile
Il pittore creò due profili ideali che si stagliano con forza su una tenda scura, leggermente scostata nella parte davanti ai rispettivi sguardi per mostrare un paesaggio con veduta della città di Bologna che si perde in lontananza. Il ritratto di profilo dominò nelle corti italiane per quasi tutto il XV secolo, poiché si rifaceva all'ideale umanistico dei ritratti dei Vir illustris, derivati a loro volta dalle effigi degli imperatori nella monetazione romana. Giovanni Bentivoglio è raffigurato leggermente impettito, con un berretto rosso che esalta il viso e con un abito di broccato dorato con colletto di pelliccia che ricorda il suo altissimo status sociale.
La moglie, dalla pelle candida e dalla complessa acconciatura con un velo, è di una bellezza ideale ed è pure vestita di un abito preziosissimo, con perle e gemme incastonate sulla manica e sul petto. Il meticoloso realismo nel rendere la brillantezza dei dettagli preziosi deriva dall'arte fiamminga. Nelle linee del velo emerge un ritmo vorticoso con pieghe rigide che caratterizzano lo stile dei migliori pittori ferraresi.